# Леон, Шарль
Шарль Леон, известный как «граф Леон», Шарль Денюэль, Шарль Леон Денюэль или Леон Бонапарт (13 декабря 1806, бывший 2-й округ Парижа — 14 апреля 1881, Понтуаз) — первый внебрачный сын Наполеона Бонапарта и его фаворитки Элеоноры Денюэль. Проведя за пределами Франции бо́льшую часть своей жизни, он вернулся на родину после создания Второй империи по просьбе своего двоюродного брата, императора Наполеона III.
Будучи поклонником своего отца, после падения Империи он удалился из Парижа, затем уехал из Франции в Италию, прежде чем умереть во время пребывания в Понтуазе, проживая в довольно скромных условиях.

## Биография

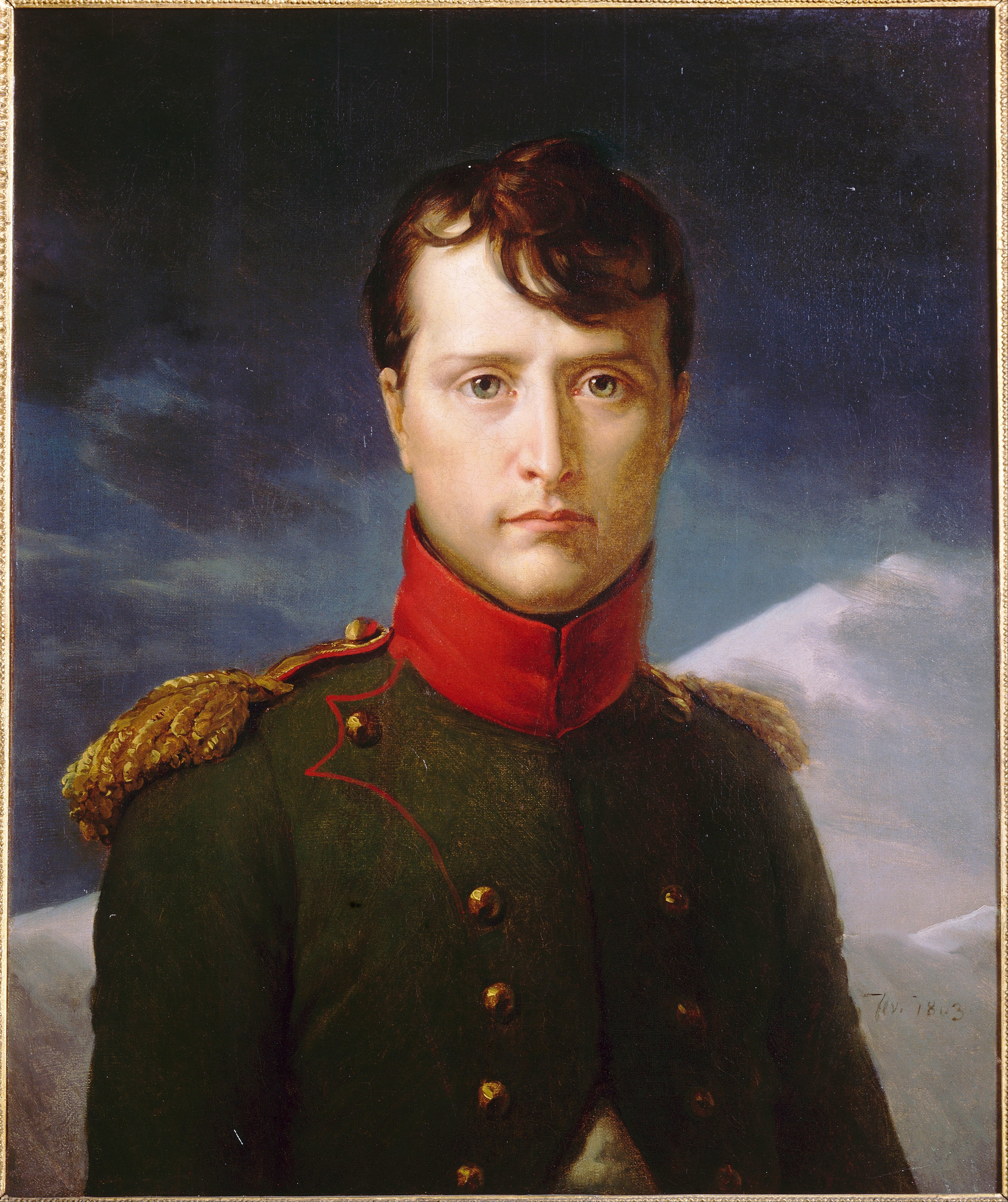
Император Наполеон, отец Шарля Леона.

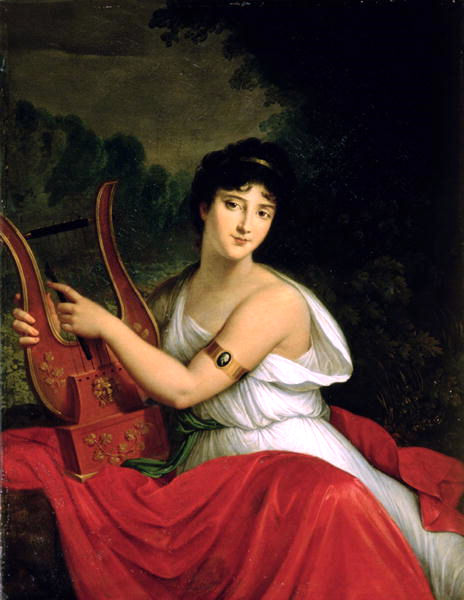
Элеонора Денюэль де ла Плень, мать Шарля Леона.

У Наполеона и его жены, Жозефины Богарне, родившей двоих детей от первого брака, не было детей, и Наполеон считал, что он бесплоден, но лишь до того дня, когда лектриса (чтица) его сестры Каролины, Элеонора Денюэль де ла Плень, не родила его сына Шарля Леона (император выбрал для него имя «Леон», чтобы не называть его «Наполеон»; позже его называли «граф Леон»). Несколько лет спустя Наполеон решил развестись со своей женой, чтобы основать династию. 2 апреля 1810 года император женится на герцогине Марии-Луизе Австрийской, которая 20 марта 1811 года родила ему наследника, Наполеона II.
Официально Наполеон никогда не признавал своё отцовство, и не хотел передавать империю незаконнорожденному сыну. Однако Шарль Леон был возведён своим отцом в титул графа. В своём завещании Наполеон оставил ему 75 000 франков, но неизвестно, смог ли Шарль Леон их получить, учитывая все юридические трудности, с которыми пришлось столкнуться душеприказчику Наполеона Шарль-Тристану Монтолону.
Леон воспитывался вдали от императорского двора, но под защитой своего отца. Шарль Леон сильно отличался от своего отца: он был довольно ленив и расточителен на протяжении всей своей жизни. В отличие от своего единокровного брата Александра Колонна-Валевского, незаконнорожденного сына императора от Марии Валевской, «польской жены» Наполеона I, который не любил упоминать о своём происхождении, граф Леон никогда не упускал шанс напомнить окружающим, чей он сын, используя своё внешнее сходство с императором.
Он начал посещать Гейдельбергский университет, но вскоре бросил учёбу. Многочисленные безрассудные предпринимательские инициативы (такие как, например, изготовление подводной лодки) загнали его в долги. Позже он сумел продолжить свою военную карьеру и дорос до командира батальона, но вынужден уйти в отставку из-за недисциплинированности. Попытка стать священником тоже не удалась. Его страсть к азартным играм и женщинам привели его к банкротству, несмотря на финансовую помощь его сводного брата Александра Колонна-Валевского и его бабушки Летиции Марии Рамолино. После попыток отсудить деньги через суд (в том числе у своей матери) он попал в тюрьму за долги, и после освобождения ему пришлось какое-то время жить в приюте для бездомных.
Во время революции 1848 года Шарль Леон связался с социалистами и дошёл до того, что объявил своего двоюродного брата Луи-Наполеона, претендовавшего на французский престол, своим врагом, и устроил с ним драку во время пребывания в Лондоне. Однако Луи-Наполеон, уважая своих кузенов (родных сыновей Наполеона, хотя те и были незаконнорожденные), впоследствии оказал ему финансовую помощь.
Он дважды ездил в Англию, Германию и Италию, и в 1862 году женился на Франсуазе Жоне, на 25 лет моложе его, с которой у него было шестеро детей, две девочки и четыре мальчика:
- Шарль (1854—1855)
- Шарль (1855—1894) 2-й граф Леон
- Гастон (1857—1934), 3-й граф Леон[К 1]
- Фернандо (1861—1918)
- Шарлотта (1867—1946)[К 2][10]
- Фанни (1868)

Прозванный «адский бастард» (фр. le bâtard infernal) из-за множества претензий, в том числе требования титула принца, Шарль Леон вскоре начал ставить императорскую семью в неудобное положение. Чтобы удалить его из Парижа, император даже предложил ему получить императорскую пенсию. Сначала он принял это условие, но вскоре вернулся в Париж и выдвинул последнее условие, потребовав, чтобы его дочь носила имя своего деда, Бонапарт. Но советники императора, считая, что легитимация семьи «графа Леона» приведёт к неприятностям, отвергли это требование и запретили ему и его потомкам претендовать на имя Бонапарт, а также на императорское наследство.
Рассорившись с императором, Шарль Леон уехал из Парижа в 1870 году, после начала франко-прусской войны.
После 1871 года Шарль Леон переехал в Понтуаз, а затем покинул Францию и вернулся в Италию, где провёл остаток своей жизни. 14 апреля 1881 года он умер в Понтуазе во время временного пребывания во Франции.

### Комментарии
1. ↑  Тот в свою очередь имел шестерых детей, среди которых были:
  - Гастон (1886—1976), 4-й граф Леон
  - Шарль (1911—1995), 5-й и последний граф Леон.
2. ↑  Шарлотте было 14 лет, когда умер её отец. Она выучилась и стала учительницей. Будучи направленной в Богари в Алжире, она проработала там десять лет. 3 августа 1895 года она вышла замуж за Армана Менара (Armand Mesnard). Они вернулись во Францию в конце 1895 года, и Шарлотта получила место гувернантки в коммуне Сериньян. 25 августа 1896 года у них родился сын Даниэль Наполеон Джованни Фернандо. Он погиб, сражаясь за Францию, в Форт-де-ла-Помпель (в Реймсе) 17 июля 1917 года. Похоронен в склепе семей Денюэль де ла Плень и Леон на кладбище Пер-Лашез в Париже.